# جاستین پاتون
جاستین پاتون (انگلیسی: Justin Patton؛ زادهٔ ۱۴ ژوئن ۱۹۹۷) بازیکن بسکتبال اهل ایالات متحده آمریکا است.
از باشگاه‌هایی که در آن بازی کرده‌است می‌توان به اکلاهما سیتی تاندر اشاره کرد.